# Kościół św. Maksymiliana Kolbego w Głownie
Kościół świętego Maksymiliana Kolbego w Głownie – jeden z trzech rzymskokatolickich kościołów parafialnych w mieście Głowno, w województwie łódzkim. Znajduje się w dzielnicy Zabrzeźnia.
Budowa świątyni rozpoczęła się w 1984 roku. Projektantem kościoła jest architekt Mirosław Rybak. W dniu 1 września 1987 roku dekretem biskupa łódzkiego Władysława Ziółka przy kościele została erygowana parafia pod wezwaniem świętego Maksymiliana Kolbego. Gdy pierwszy proboszcz parafii, ksiądz Władysław Owczarek, objął placówkę, wzniesione były mury świątyni zwieńczone konstrukcją dachową, częściowo pokrytą blachą, natomiast kościół nie posiadał jeszcze wieży. Ksiądz Owczarek i jego następcy kontynuowali dzieło budowy i wyposażenia nowego kościoła. Obecny wystrój budowli został opracowany przez ks. W. Owczarka i ks. H. Majchrzaka.